# 고릴라즈
고릴라즈 (Gorillaz)는 영국에서 데이먼 알반와 제이미 휴렛에 의해 만들어진 4인조 가상의 혼성 가수 그룹이다. 구성원으로는 2D, 머독, 누들, 러셀이다.

## 개요
고릴라즈는 영국에서 데이먼 알반와 제이미 휴렛에 의해 만들어진 4인조 가상의 혼성 음악 그룹이다. 구성원으로는 2D, 머독, 누들, 러셀 등이 있으며, 데이먼 알반이 밴드를 주도 한다. 고릴라즈의 음악은 많은 가수들의 도움으로 만들어지고 있으며 공연에서도 다수의 게스트가 등장한다. 밴드가 만드는 음악은 얼터너티브 록 뿐만 아니라 힙합, 일렉트로니카, 팝 음악 등의 장르를 선보인다.
2001년에 첫 번째 앨범인 《Gorillaz》로 800만장 이상의 판매고를 기록, 현재 가장 성공한 가상의 밴드라는 타이틀로 기네스북에 올라 있고, 이 앨범으로 〈머큐리 프라이즈 2001〉의 후보로 오른 적이 있지만 밴드의 요청으로 취소되었다. 수록곡인 〈19 - 2000 (Soulchild remix)〉버전은 피파 2002 메인 음악에 사용되기도 했다.
2005년에는 밴드의 두 번째 앨범인 《Demon Days》가 발매되었으며, 히트곡들로는 "Feel Good Inc.", "DARE", "Dirty Harry", "Kids with Guns", "El Mañana" 등이 있다. 《Demon Days》는 영국에서 다섯 번에 달하는 플래티넘과 미국에서 두 번의 플래티넘을 기록 했다. 2007년 말부터 작업한 세 번째 앨범 《Plastic Beach》에서는 루 리드, 스눕 독, 데 라 솔 등 전작과 마찬가지로 많은 뮤지션들이 참여했으며, 2010년에 발매된다. 앨범 발매 후 〈Escape to Plastic Beach 월드 투어〉를 진행하는 동시에 이 기간 중 신곡 작업을 병행하게 되는데, 이때 작업한 신곡 15곡을 같은 해 12월 25일 고릴라즈 홈페이지의 팬클럽 멤버에게 무료로 다운받을 수 있도록 공개한다. 신곡에는 옴니코드, 기타, 피아노, 우쿨렐레 등 몇 가지 악기를 제외하고 모두 아이패드로만 사운드를 구성했다. 또한 이 곡들은 2011년 4월 발매된 《The Fall》이라는 타이틀의 새 앨범에 모두 수록되었다.
2012년부터 갑작스런 무기한 중단에 돌입했으나 최근 제이미 휴렛의 인터뷰에 의하면 데이먼 알반의 솔로 앨범과 블러 8집 활동 이후에 다시 활동을 재개할 예정이라 한다.

## 구성원
2D
- 예명 : 2-D (또는 2D)
- 본명 : 스튜어트 폿(Stuart Pot)
- 생년월일 : 1978년 5월 23일
- 출생지: New Crawley, United Kingdom
- 포지션 : 보컬, 키보드, 멜로디카

머독
- 예명 : 머독
- 본명 : 머독 알폰스 니콜스(Murdoc Alphonce Niccals)->후에 머독 파우스트 니콜스(Murdoc Faust Niccals)로 개명했다.
- 생년월일 : 1966년 6월 6일
- 출생지 : Stoke-on-Trent, United Kingdom
- 포지션 : 베이스 기타

러셀
- 예명 : 러셀
- 본명 : 러셀 홉스(Russel Hobbs)
- 생년월일 : 1975년 6월 3일
- 출생지 : Brooklyn, USA
- 포지션 : 드럼, 타악기

누들
- 예명 : 누들(Noodle)
- 본명 : 불명(미호 하토리는 누들 담당 성우 이름)
- 생년월일 : 1990년 10월 31일
- 출생지: Osaka, Japan
- 포지션 : 보컬, 기타

사이보그 누들
- 예명 : 사이보그 누들
- 본명 : N/A
- 생년월일: N/A
- 출생지: N/A
- 포지션 : 보컬, 기타

멤버 타임라인
라이브 밴드 멤버

## 음반 목록

### 정규 앨범
- Gorillaz (2001)
- Demon Days (2005)
- Plastic Beach (2010)
- The Fall (2011)
- Humanz (2017)
- The Now Now (2018)
- Song Machine, Season One: Strange Timez (2020)
- Cracker Island (2023)

### 비정규 앨범
- G-Sides (2002) : B-Side 모음집
- Laika Come Home (2002) : 리믹스 앨범
- D-Sides (2007) : B-side 모음집

### EP
- Tomorrow Comes Today (2000)

### DVD
- Phase One: Celebrity Take Down (2002)
- Demon Days Live (2006)
- Phase Two: Slowboat to Hades (2006)